# Йиндржих II из Рожмберка
Йиндржих II из Рожмберка (чеш. Jindřich II. z Rožmberka; ум. 26 августа 1346, Креси) — чешский дворянин из рода Рожмберков.
Старший сын высочайшего коморника Чешского королевства Петра I из Рожмберка и его второй жены Катаржины из Вартенберка. Родился в период 1318/1330, о возможном браке или потомстве сведений нет.
Погиб в битве при Креси, где сопровождал короля Яна Люксембургского. Похоронен в бенедиктинском монастыре Божьей Матери в Люксембурге.